# Antoni Andreasik
Antoni Andreasik (ur. 5 stycznia 1929 w Sokolnikach, zm. 1 listopada 1991) – polski lekarz, poseł na Sejm PRL II i III kadencji.

## Życiorys
Uzyskał wykształcenie w Akademii Medycznej we Wrocławiu, z zawodu był lekarzem. Pracował na stanowisku dyrektora Powiatowej Stacji Sanitarno-Epidemiologicznej w Jaworze oraz kierownika Miejskiego Ośrodka Zdrowia w Bolkowie.
W 1957 i 1961 zostawał posłem na Sejm PRL z okręgów kolejno Wałbrzych i Legnica, początkowo pozostawał posłem bezpartyjnym, po czym przystąpił do Zjednoczonego Stronnictwa Ludowego. Przez dwie kadencje zasiadał w Komisji Zdrowia i Kultury Fizycznej, w trakcie III kadencji Sejmu był zastępcą przewodniczącego.
Został pochowany na cmentarzu komunalnym w Głogowie.